# Schulte Hills
Die Schulte Hills sind eine kleine Gruppe niedriger Hügel im ostantarktischen Viktorialand. In den Southern Cross Mountains ragen sie 8 km südsüdwestlich der Stewart Heights auf.
Die Nordgruppe einer von 1966 bis 1967 durchgeführten Kampagne im Rahmen der New Zealand Geological Survey Antarctic Expedition benannte sie nach dem Geologen Frank Schulte, der an dieser Kampagne beteiligt war.